# Industriland

HDI.

Ett industriland (även i-land, industrialiserat land, rikt land eller utvecklat land) är ett begrepp som har använts för att beskriva de länder som genomgått industrialisering, till skillnad från utvecklingsländer där näringslivet fortfarande domineras av jordbruk och landsbygd. Industriländer har oftast en hög bruttonationalprodukt (BNP), inkomst per capita och levnadsstandard. De flesta industriländer ligger på Norra halvklotet, men undantag finns. Australien och Nya Zeeland är exempel på två industriländer som ligger på Södra halvklotet.
De flesta arbetar med industri- och servicearbeten. Få arbetar inom jordbruket, som industrialiserats med maskiner. Industriländer är i många aspekter ett bättre land för individen än vad ett utvecklingsland är.

## Kännetecken för ett industriland
- Större delen av befolkningen bor i städer
- Hög BNP
- De flesta som växt upp i landet har fått skolutbildning som barn
- Hög medellivslängd
- Låg spädbarnsdödlighet
- Låg befolkningsökning
- Liten skillnad mellan medel- och överklass
- Utvecklad och omfattande infrastruktur